# Бодо фон Крам
Бодо фон Крам (на немски: Bodo von Cramm; * ок. 1350; † пр. 1412) е благородник от старата рицарска фамилия фон Крам от Долна Саксония.
Той е син на Буркхард фон Крам (* ок. 1320; † пр. 1374) и внук на Готшалк фон Крам (* 1295). Потомък е на Лудолф фон Краме, който 1246 г. е наследствен кемерер на Херцогство Брауншвайг.
От 13 век фамилията е собственик на дворец Оелбер в Бадецкенщет в Долна Саксония. От 1294 до 1589 г. фамилията е наследствен шенк на епископство Хилдесхайм и от 1250 г. наследствен кемерер/трушсес в Херцогство Брауншвайг-Люнебург.

## Фамилия
Бодо фон Крам се жени за фон дер Шуленбург (* ок. 1352). Те имат една дъщеря:
- София фон Крам (* ок. 1400), омъжена ок. 1425 г. за Хайнрих V фон Велтхайм (* ок. 1395; † 1458), внук на рицар Хайнрих фон Велтхайм († сл. 1360); родители на:
  - Маргарета фон Велтхайм (* ок. 1464), омъжена за Лудолф фон Венден (* ок. 1462; † 25 януари 1476)